# Philippe Mora (réalisateur)
Pour les articles homonymes, voir Mora et Philippe Mora.

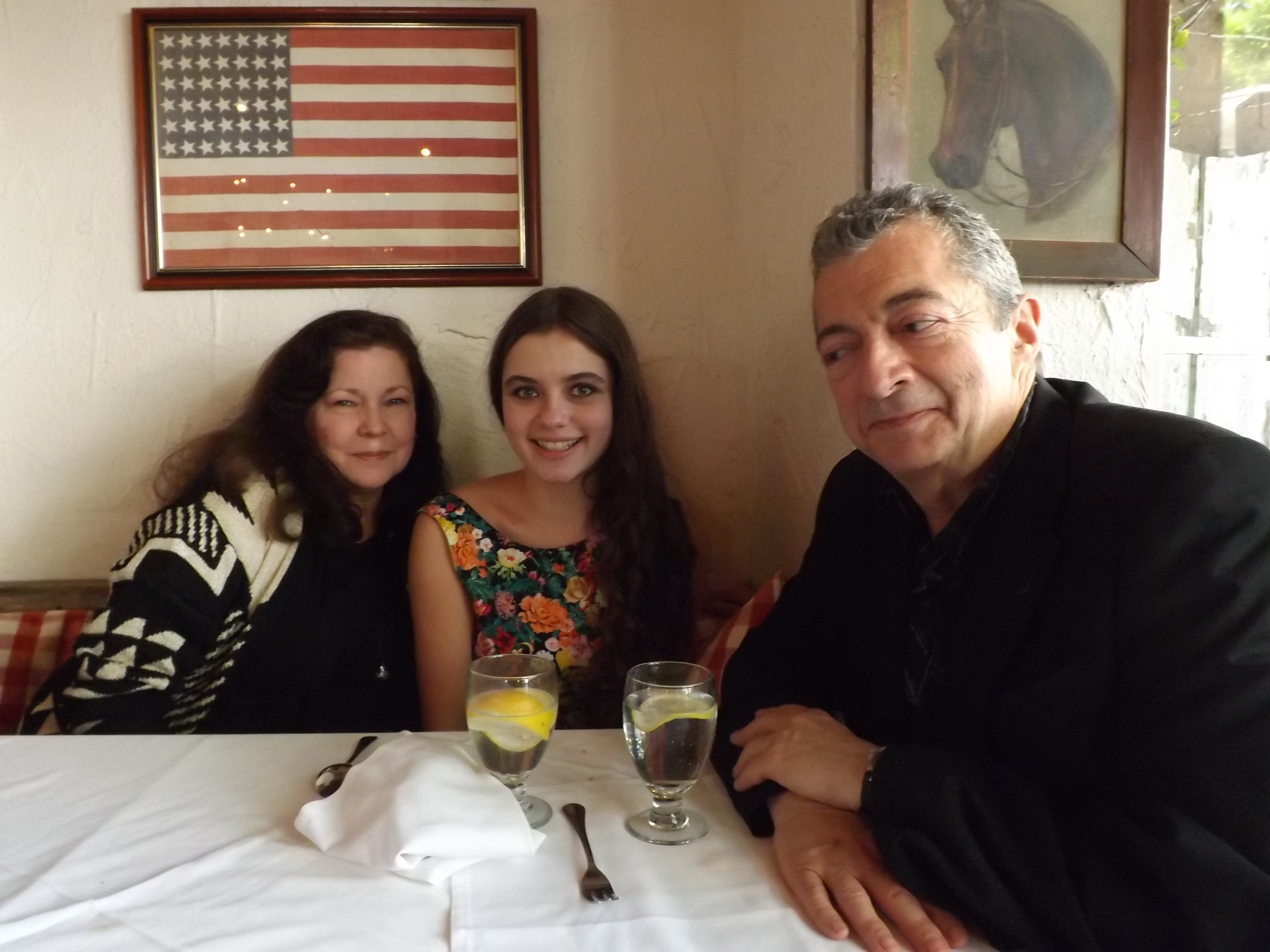
Philippe Mora avec la jeune actrice et chanteuse Bonnie Ferguson et son épouse Pamela Mora

Philippe Mora (né à Paris en 1949) est un réalisateur australien d'origine française.

## Biographie
Né à Paris de parents français, Georges et Mirka Mora, qui émigrent à Melbourne en 1951, il grandit en Australie. Son père fonde une des premières galeries d'art à Melbourne en 1967, et Philippe et ses frères ont une enfance baignée dans le milieu culturel. Il poursuit ses études de peinture et de réalisation à Londres, où il se fait un nom.
Il remporte deux récompenses pour Swastika (1973) sur la montée au pouvoir d'Hitler et T'as pas 100 balles ? (Brother Can You Spare a Dime) (1975), un documentaire sur la grande dépression. Il retourne en Australie au milieu des années 1970 où il lance un magazine sur le cinéma intitulé Cinema Papers. Il réalise Mad Dog Morgan en 1976, avec Dennis Hopper et David Gulpilil dans les rôles principaux. Par la suite, il réalise des films de science fiction et d'horreur.
Il a été maitre de cérémonie en 2012 du festival "The women's international film & television showcase".

## Filmographie
- 1969 : Trouble in Molopolis
- 1973 : Swastika (documentaire)
- 1975 : T'as pas 100 balles ? (Brother Can You Spare a Dime) (documentaire)
- 1976 : Mad Dog Morgan
- 1982 : Les Entrailles de l'enfer (The Beast Within)
- 1983 : The Return of Captain Invincible
- 1984 : Une race à part
- 1985 : Hurlements 2
- 1986 : Death of a Soldier
- 1987 : Hurlements 3
- 1989 : Communion
- 1994 : Art Deco Detective (en)
- 1996 : Precious Find (en)
- 1997 : Pterodactyl Woman from Beverly Hills (en)
- 1997 : Snide and Prejudice (en)
- 1997 : Back in Business (en)
- 1998 : Joseph's Gift (en)
- 1999 : According to Occam's Razor
- 1999 : Mercenary II: Thick & Thin
- 2001 : Burning Down the House
- 2009 : The Times They Ain't a Changin'
- 2009 : The Gertrude Stein Mystery or Some Like It Art
- 2011 : German Sons
- 2012 : Continuity

## Nominations et récompenses
- Nommé lors de l'Australian Film Institute en 1977 pour Mad Dog Morgan
- Sélectionné au Festival international du film fantastique d'Avoriaz 1984 pour The Return of Captain Invincible